# Fertília
Fertília és un agregat del municipi de l'Alguer (Sardenya) que es troba a la costa a 6 quilòmetres al nord de la ciutat, a mig camí entre l'Aeroport de l'Alguer-Fertília i l'Alguer. Es troba a 34 quilòmetres de Sàsser.

## Història
La transformació de la zona de marenda de Nurra comença a la fi del segle xix, amb la recuperació de l'estany del Càlic, com a conseqüència del treball dels reclusos de la presó prop de l'Alguer i la colònia penal de Cuguttu. El treball continuà en 1927 amb la construcció de Villaggio Calik, segons el projecte de Pier Luigi Carloni.
El poble de Fertília va néixer oficialment el 8 de març de 1936, amb la col·locació de la primera pedra de l'església parroquial, l'obra de Ente Ferrarese di Colonizzazione, establert pel President de Consell Benito Mussolini el 7 d'octubre de 1933 per donar una resposta a l'excés de població de la província de Ferrara i disminuir les tensions socials.
Després de les primeres arribades d'immigrants de Ferrara, l'esclat de la Segona Guerra Mundial va paralitzar de fet el treball de la colonització, de manera que la majoria dels edificis no van ser utilitzats.
Després de la Segona Guerra Mundial, s'hi establiren uns 400 exiliats istrians de Pula en passar Ístria a Iugoslàvia, i esdevingué així un microcosmos al costat de l'Alguer català. Els pròfugs hi aportaren llur parlar vènet que encara s'hi parla actualment.
Al poble, encara a mig construir, hi van construir un campanar que recorda el Campanile de Venècia, van posar els noms dels pobles istrians d'origen als carrers, van erigir un monument al lleó de sant Marc i van declarar patró de Fertília aquest mateix sant, mostra de l'herència de la tradició vèneta dels nouvinguts. Les característiques especials de la localitat és que tots els carrers i places recorden llocs o esdeveniments històrics de Vèneto i Venècia Júlia.

## Monuments i llocs d'interès
La població —dissenyada pel grup 2PST Concezio Petrucci, Mosè Tufaroli, Emanuele Filiberto Paolini i Riccardo Silenzi— s'alça en un estil sobri, típic del feixisme, i tot està construït amb traquita rosa que recorda la construcció d'altres ciutats de fundació com Carbonia i Arborea.
Creada segons el model de la ciutat jardí d'Ebenezer Howard, conserva el caràcter de l'arquitectura racionalista dels anys vint.

### Arquitectura religiosa

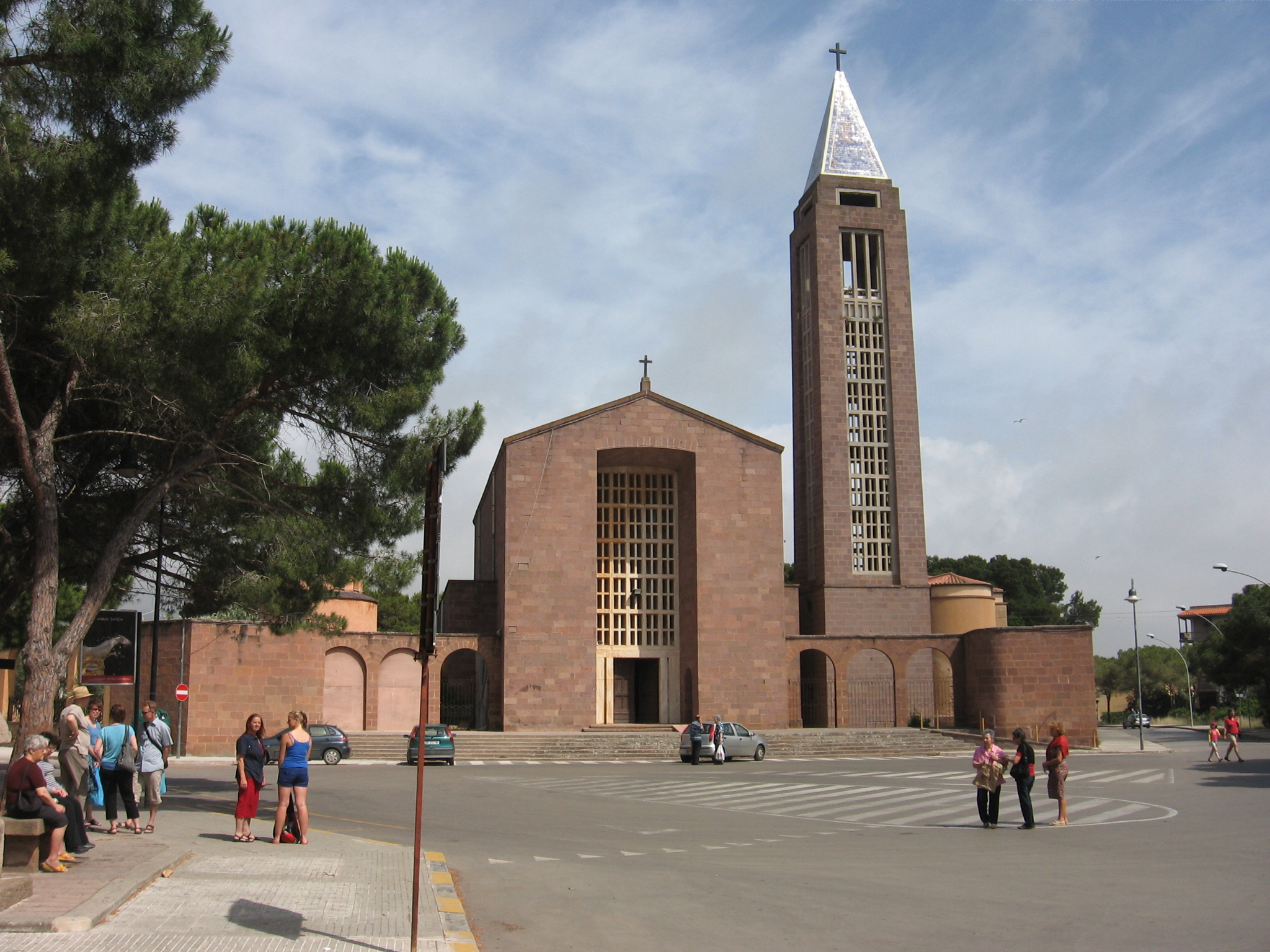
San Marco, l'església principal

- L'Església de San Marco (l'església parroquial de San Marco) és el principal lloc de culte de Fertília. Dedicada inicialment al Sagrat Cor, amb l'arribada dels colons del Vènet, també es va associar amb Sant Marc Evangelista.

Comença la construcció el 8 de març de 1936. Es caracteritza per una façana interrompuda amb un compartiment profund d'arc de mig punt, que tanca l'entrada de la finestra de vitrall gran.
El 1957 es va afegir a la torre del campanar (22 metres) a les òbvies referències a estructures similars al Vènet: la part superior recorda el campanar de la Basílica de San Marco a Venècia.
Dins de l'obra, hi ha el mosaic a l'altar major de Jesús ressuscitat amb els àngels. Es va posar en servei el 1939 i va ser dissenyada pel pintor sard Giuseppe Biasi, un dels més importants de l'illa. Els quatre evangelistes presents dins del presbiteri són els primers treballs de Sergio Zidda. Gairebé tota la resta de l'edifici va ser decorada pel famós escultor i ceramista de Sàsser Giuseppe Silecchia. El baptisteri va ser lloc pintat el 1950 per Dante Pantaleoni.

### Jaciments arqueològics

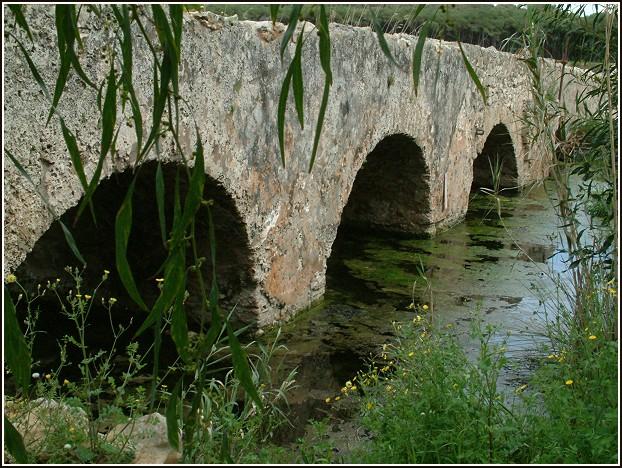
El pont romà sobre l'estany del Càlic

A prop de Fertilia, a l'estany del Càlic, hi ha un antic pont romà reconstruït en l'època medieval. D'acord amb les excavacions i estudis duts a terme in situ, les bases dels primers set arcs es remunten a l'època romana.

## Esport
L'equip de futbol local és la Società Sportiva Fertilia 1965, que actualment milita en el campionat d'Excel·lència regional, després d'haver aconseguit una doble promoció; i han posat fi a una crisi que havia portat l'esquadra a Segona Categoria.
El seu símbol és el lleó alat de Marc (evangelista), "importat" pels exiliats d'Ístria i Dalmàcia durant el seu èxode a la Sardenya, i els colors són el groc i el blau.
Sempre ha funcionat amb talent del planter regional o no; els "giuliani" han tingut en les seves files jugadors de la talla d'Antonello Cuccureddu.
L'equip que representa el municipi també ha participat en els vuit darrers campionats de Sèrie D.

## Galeria d'imatges

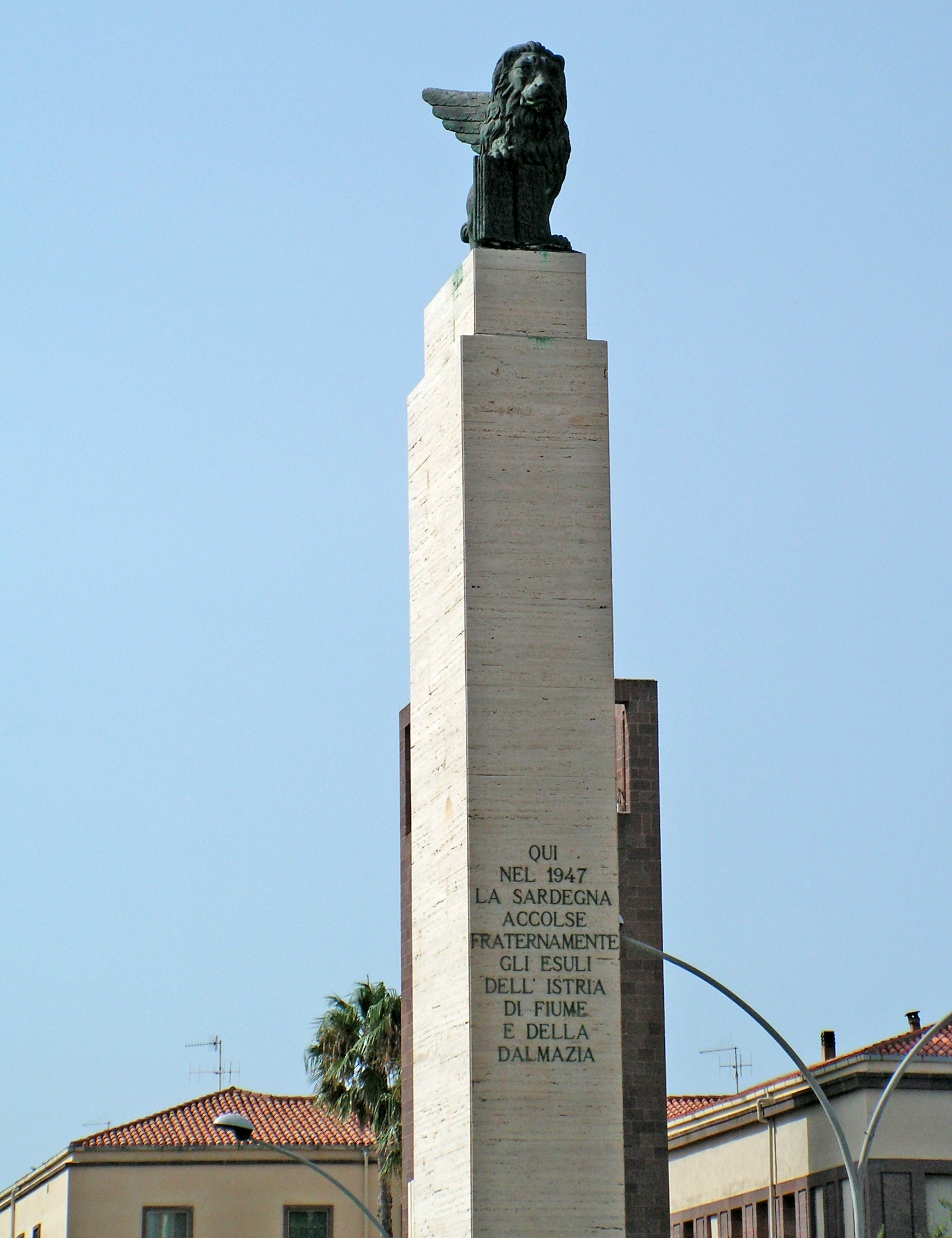
Columna commemorativa de l'Èxode Istrià
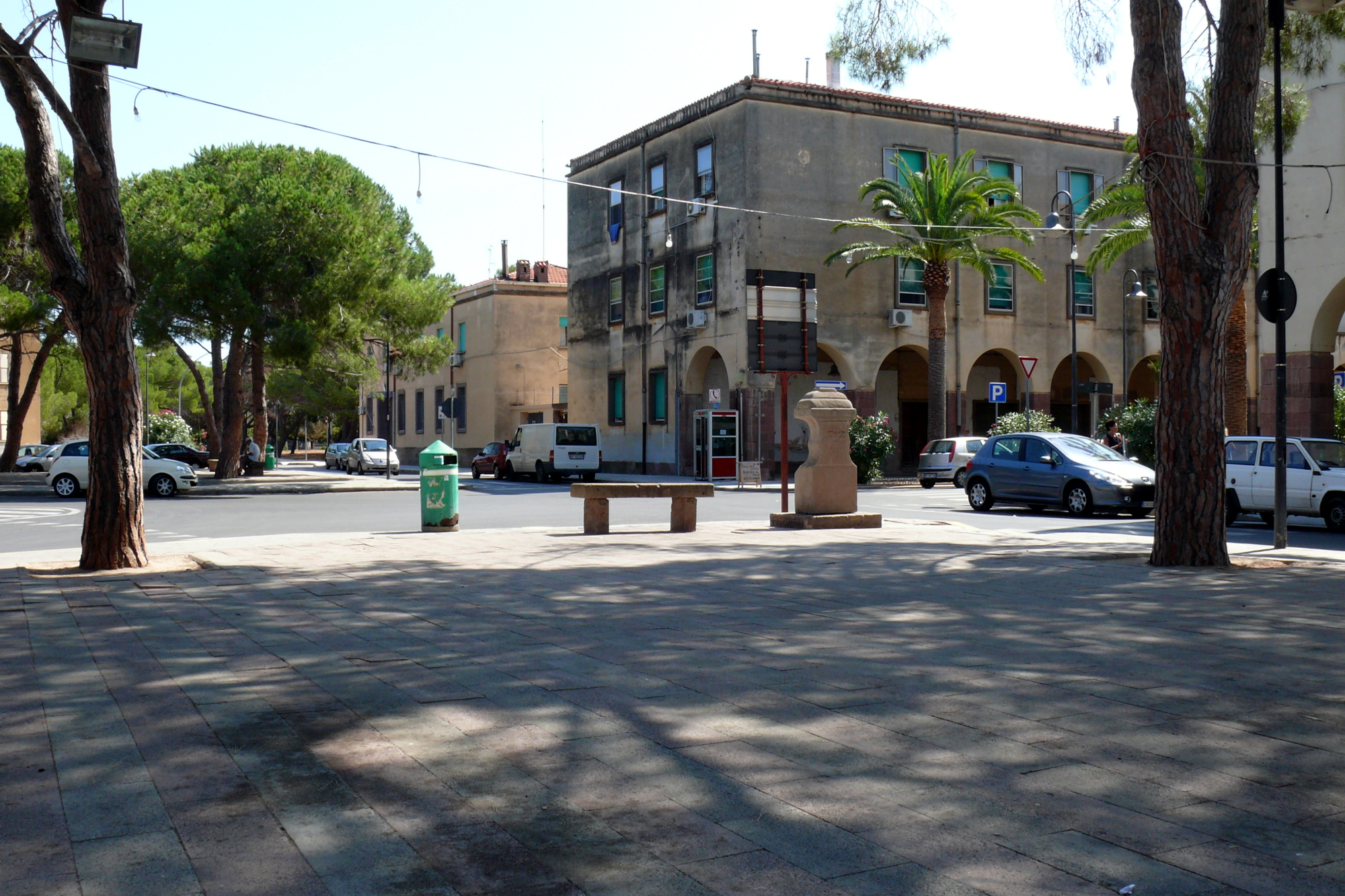
Vista de Piazza Venezia Giulia